# N-polytope
N-simplexe
Cet article court présente un sujet plus développé dans : Polytope et Simplexe.
Un n-polytope est un polytope d'un espace à n dimensions, n étant un entier naturel. C'est la généralisation d'un polygone (à deux dimensions) et d'un polyèdre (à trois dimensions) :
- un 0-polytope est un point ;
- un 1-polytope est un segment ;
- un 2-polytope est un polygone ;
- un 3-polytope est un polyèdre ;
- un 4-polytope est un polychore, l'équivalent d'un polyèdre dans un espace à quatre dimensions, etc.

Le n-polytope le plus simple est un n-simplexe, l'enveloppe convexe d'un ensemble de (n+1) points, appelés sommets du n-simplexe. Pour n ≥ 2 les sommets, pris n par n, délimitent les (n−1)-faces, également au nombre de n+1 :
- un 0-simplexe est un point (1 sommet) ;
- un 1-simplexe est un segment (2 sommets) ;
- un 2-simplexe est un triangle (3 sommets, 3 arêtes) ;
- un 3-simplexe est un tétraèdre (4 sommets, 4 faces) ;
- un 4-simplexe est un pentachore (5 sommets, 5 cellules), l'équivalent d'un tétraèdre dans un espace à quatre dimensions, etc.